# Nils Bickhoff
Nils Bickhoff (* 1969 in Paderborn) ist ein deutscher Unternehmensberater und Buchautor. Er ist Gründer der Quintessential-Strategies-Gruppe.

## Werdegang
Nils Bickhoff ist Diplom-Kaufmann und absolvierte das Studium der Betriebswirtschaftslehre an der Universität Hamburg. Bereits während des Studiums arbeitete er bei der Unternehmensberatung Roland Berger, wo er 1995 auch seine Beraterlaufbahn begann. Dort spezialisierte er sich auf die funktionalen Bereiche Strategie, Marke, Organisation und Finanzierung. Berufsbegleitend absolvierte er das Promotionsprogramm von Roland Berger und promovierte 1999 bei Karl-Werner Hansmann.
Über die Jahre hinweg hat er eine Vielzahl nationaler und internationaler Kunden beraten und zuletzt auch die firmenweiten Forschungs- und Entwicklungsaktivitäten (R&D) der Unternehmensberatung verantwortet. Im Rahmen dieser Aktivitäten brachte er sich auch intensiv an internationalen Hochschulen ein, rief Gründerwettbewerbe ins Leben, hielt Gastvorlesungen und initiierte Austauschprogramme.
Bis Ende 2008 war er Mitinhaber der Anfang 2005 gegründeten Firma Nissen Bickhoff Carstensen, die eine Kombination integrierter Beratungs- und Agenturleistungen leistete. Anfang 2009 hat er auf Basis seines Ansatzes zur Entwicklung regelbrechender Strategien die Quintessential Strategies-Gruppe gegründet, die Top-Manager in allen Fragen der strategischen Unternehmens- und Markenführung berät.
2003 wurde Nils Bickhoff von der Financial Times zu den „101 Köpfen, auf die Sie achten sollten“ gewählt. Er ist Autor und Herausgeber mehrerer Managementbücher sowie Reihenherausgeber der Springer-Buchreihe „Quintessenz“, sein Buch „Quintessenz des strategischen Managements“ wurde 2008 in die Top 10 der deutschen Wirtschaftsbücher gewählt und ist mittlerweile in sechs Sprachen verfügbar. 2010 erschien die englische Version in Co-Autorenschaft mit Philip Kotler und Roland Berger. Seit 2003 hat Nils Bickhoff zudem einen Lehrauftrag für Strategisches Management an der Universität Hamburg. In seiner Vorlesung verzahnt er Theorie und Praxiswissen und fördert so das Transferverständnis der Studierenden für reale Situationen.
Seit 2010 ist er Professor für Strategie und Marketing an der Euro-FH und war dort auch 5 Jahre Vizepräsident für die Hochschulentwicklung. Nils Bickhoff war bis 2016 persönliches Mitglied des Landeskuratoriums Hamburg/Schleswig-Holstein im Stifterverband für die Deutsche Wissenschaft. Von 2016 bis 2021 war er Vorsitzender des Aufsichtsrats der brand eins Medien AG.

## Publikationen

### Veröffentlichungen
- Erfolgswirkungen strategischer Umweltmanagementmaßnahmen (Dissertation, Uni Hamburg 1999), Wiesbaden 2000.
- Lessons learned für das digitale Jahr 2001. In: Die Neue Gesellschaft/Frankfurter Hefte 03/01, 48. Jahrgang, Berlin.
- Beziehungsmanagement bei Startups. In: Bieger u. a. (Hrsg.): Zukünftige Geschäftsmodelle. Berlin u. a. 2002.
- mit Christiane Böhmer, Guido Eilenberger, Karl-Werner Hansmann, Markus Niggemann, Christian Ringle, Klaus Spremann und Gregor Tjaden: Mit Virtuellen Unternehmen zum Erfolg. Berlin u. a. 2003.[11]
- mit Dodo zu Knyphausen-Aufseß und Thomas Bieger: Understanding and breaking the rules of business: Towards a systematic four-step process. In: Business Horizons. Kelley School of Business/Indiana University, 2006.
- Quintessenz des strategischen Managements – Was Sie wirklich wissen müssen, um im Wettbewerb zu überleben. Berlin u. a. 2008.
- mit Philip Kotler und Roland Berger: The Quintessence of Strategic Management – What You Really Need to Know to Survive in Business. Berlin u. a. 2010.
- mit Svend Hollensen und Marc Opresnik: The Quintessence of Marketing – What You Really Need to Know to Manage Your Marketing Activities. Berlin u. a. 2014.

### Herausgeberschaften
- mit Thomas Bieger, Rolf Caspers, Dodo zu Knyphausen-Aufseß und Kurt Reding: Zukünftige Geschäftsmodelle. Berlin u. a. 2002.[12]
- mit Rolf Caspers und Thomas Bieger: Interorganisatorische Wissensnetzwerke. Berlin u. a. 2004.[13]
- mit Michael Blatz, Guido Eilenberger, Sascha Haghani, Karl-J. Kraus: Die Unternehmenskrise als Chance. Berlin u. a. 2004.[14]
- Reihenherausgeber der Springer-Buchreihe „Quintessenz“[15]